# Skaraborgs Allehanda
Skaraborgs Allehanda (egentligen SLA Skaraborgs Allehanda) är en svensk dagstidning med säte i Skövde, grundad 1884. Den är en sexdagarstidning med moderat ledarsida. Namnet kommer från spridningsområdet Skaraborg.

## Historik
Tidningen grundades 1981 under namnet Skaraborgs Läns Annonsblad. Det året bytte den namn till Skaraborgs Läns Allehanda, varefter nuvarande namn infördes 1997. Förkortningen SLA används även efter den senaste namnändringen.
SLA köptes 1960 upp av Högerns Förlagsstiftelse. Två år senare slogs tidningen samman med Västgöta Korrespondenten Skövde Tidning, och 1965 integrerades även Hjo Tidning. Sedan 1969 har tidningen samma ägare som Nya Wermlands-Tidningen.
Tidningen utkom två dagar i veckan fram till 1941 och var sedan tredagarstidning fram till 1964, fyradagarstidning 1965–1968 och har därefter varit sexdagarstidning. Upplagan låg runt 20 000 exemplar fram till omkring 1910, då den började falla och vid slutet av 1950-talet nådde under 10 000 exemplar . Därefter steg upplagan åter kontinuerligt fram till 1980-talets början, och den har sedan dess pendlat mellan 23 000 och 27 000 exemplar.
Den politiska tendensen har varierat under tidningens historia. Den började som frisinnad eller liberal fram till 1913, varefter den syntes som moderat eller borgerlig fram till 1951. Mellan 1951 och 1961 hade den en tendens som betecknades som bondeförbundskopplad eller centerpartistisk, varefter den åter blev borgerlig. 1984 övergick den åter till moderat ledarsida.
Bland tidningens redaktörer kan nämnas Gustaf Sjöberg (1896–1905).